# Moquegua
Moquegua est une ville du Pérou. C'est la capitale de la région de Moquegua et le chef-lieu de la province de Mariscal Nieto.
Elle est située à 1144 km au sud de Lima.

## Histoire
C'est la ville natale de l'écrivain et politique socialiste José Carlos Mariategui (1894-1930).